# Ferenc Kazinczy

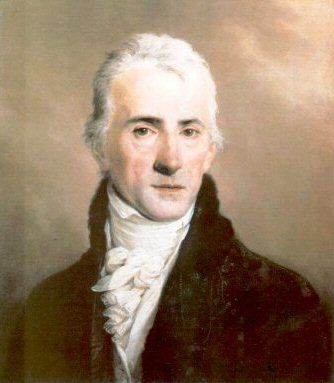
Ferenc Kazinczy

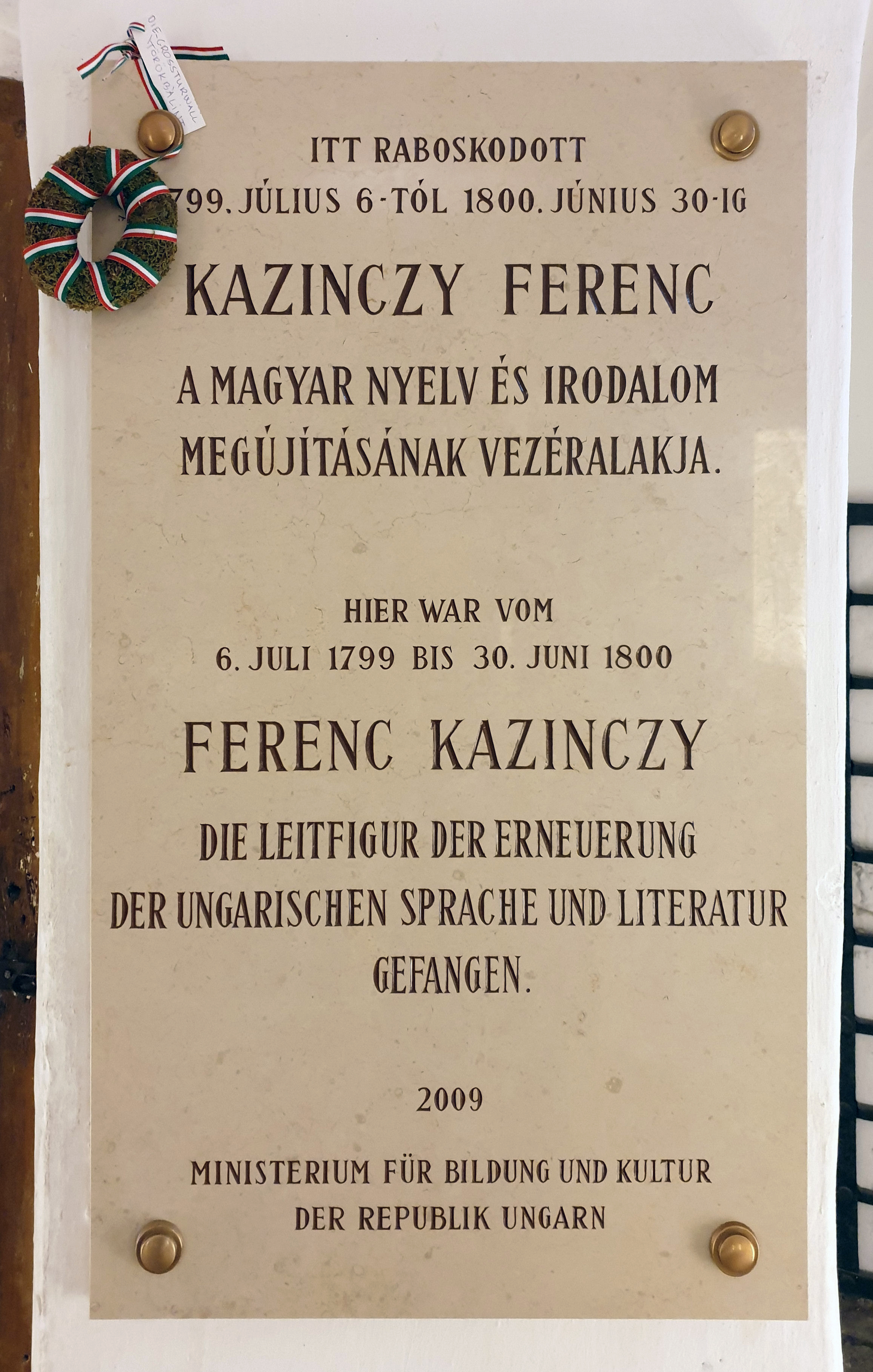
Gedenktafel in der Festung Kufstein

Ferenc (Franz) Kazinczy von Kazincz und Alsóregmecz (* 27. Oktober 1759 in Érsemjén, Komitat Bihar, Königreich Ungarn; † 23. August 1831 in Széphalom, Königreich Ungarn) war ein von den Ideen der Aufklärung beeinflusster ungarischer Schriftsteller und Reformer der ungarischen Literatur und Sprache.

## Leben
Kazinczy studierte in Kassa (Kaschau) und Eperjes (Eperies), bzw. in Pest, wo er sich weitreichende Kenntnisse auf den Gebieten der französischen und deutschen Literatur aneignete. Er lernte Gedeon Ráday kennen, der ihm erlaubte, seine Bibliothek regelmäßig zu besuchen.
1784 wurde Kazinczy Notar des Komitats Abaúj. Im selben Jahr wurde er als Freimaurer in die Loge Zum tugendhaften Kosmopolit in Miskolc (Mischkolz) aufgenommen. Dort verwendete er den Künstlernamen „Orpheus“, den er auch als Titel für eine 1790 in Kassa herausgegebene Zeitschrift verwendete.
Von 1786 bis 1791 war er Inspektor der Nationalschulen im Kassaer Distrikt. In seiner Amtszeit entschloss er sich, die ungarische Sprache und Literatur zu reformieren, indem er Übersetzungen der Klassiker anfertigte und den Wortschatz der Sprache erweiterte.
1788 startete er mit seinen Freunden David Baróti Szabó und János Batsányi das erste ungarische Literaturmagazin mit dem Titel Magyar Múzeum. Unter Kaiser Leopold II. musste Kazinczy sein Amt verlassen, weil er kein Katholik war. Dennoch fuhr er mit seiner literarischen Arbeit fort. Er half Ráday bei der Gründung und Führung der ersten ungarischen dramatischen Gesellschaft und fertigte zahlreiche weitere Übersetzungen ins Ungarische an. Seine Hamlet-Übersetzung wurde 1790 in Kassa uraufgeführt.
Im Dezember 1794 wurde Kazinczy beschuldigt, an der Österreichisch-Ungarischen Jakobinerverschwörung beteiligt gewesen zu sein. Er wurde zum Tode verurteilt, jedoch wurde das Urteil in eine Haftstrafe umgewandelt.
1801 wurde Kazinczy freigesprochen, danach heiratete er Sophie Török, die Tochter seines früheren Förderers. Er zog sich in ein kleines Haus in Széphalom, in der Nähe von Sátoraljaújhely, zurück.
1828 nahm er an einer Reihe von Konferenzen zur Gründung der Ungarischen Akademie der Wissenschaften teil. Er wurde deren erstes korrespondierendes Mitglied.
1831 starb Kazinczy in Széphalom an Cholera.
1873 wurde in Széphalom ein von Miklós Ybl entworfenes Denkmal für Kazinczy eingeweiht.
2022 wurde ein Asteroid nach ihm benannt: (197192) Kazinczy.

## Werke
Kazinczy war eine wichtige Figur in der ungarischen Sprachreformbewegung. Das Ergebnis dieser Bewegung waren Tausende neue Wörter, durch die die ungarische Sprache auf den Stand damaliger wissenschaftlicher Entwicklungen gebracht wurde. In der Folge wurde das Ungarische 1844 als offizielle Sprache Ungarns anerkannt.
Kazinczy übersetzte u. a. Werke von:
- Gotthold Ephraim Lessing
- Johann Wolfgang von Goethe
- Christoph Martin Wieland
- Friedrich Gottlieb Klopstock
- Ossian
- François de La Rochefoucauld
- Jean-François Marmontel
- Molière
- Pietro Metastasio
- William Shakespeare
- Laurence Sterne
- M. Tullius Cicero
- Sallust
- Anakreon

Er war an der Bearbeitung verschiedener Werke beteiligt, u. a.:
- Baróczy (Pest, 1812, 8 Bände)
- Nikolaus Zrinski (1817, 2 Bände)
- Dayka (1813, 3 Bände)
- John Kis (1815, 3 Bände)

1814 bis 1816 wurde in Pest eine Sammlung seiner Werke in neun Bänden veröffentlicht. Dazu kamen fünf Bände mit Briefen. 1858 und 1863 wurde eine Sammlung seiner Gedichte veröffentlicht.